# Marc Levin
Ne doit pas être confondu avec Mark Levinson, Marc Lévy, Mark Levin ou Max Levin.
Pour les articles homonymes, voir Levin.
Marc Levin est un réalisateur américain, né en 1951. 

## Biographie
Marc Levin est notamment connu pour son film Slam (1998) qui a remporté à la fois le Grand Prix du Jury au Sundance Film Festival et la Caméra d'or au Festival de Cannes 1998.

## Filmographie

### Télévision
- 1991 : The Home Front
- 1996 : Prisoners of the War on Drugs
- 1998 : Moyers on Addiction: Close to Home
- 2000 : The Kennedy Center Presents: Speak Truth to Power
- 2002 : Gladiator Days: Anatomy of a Prison Murder
- 2002 : Street Time (it)
- 2003 : Godfathers and Sons de la série Du Mali au Mississippi (The Blues)
- 2004 : Back in the Hood: Gang War 2
- 2004 : America Undercover
- 2008 : New York, police judiciaire (Law & Order)
- 2009 : Schmatta: Rags to Riches to Rags
- 2009 : This Is Jim Jones
- 2010 : Dirty Old Town
- 2009-2011 : Brick City
- 2011 : Triangle: Remembering the Fire
- 2011 : The After Party: The Last Party 3
- 2012 : Hard Times: Lost on Long Island
- 2012 : Second Coming?: Will Black America Decide the 2012 Election
- 2012 : Flex is Kings
- 2013 : Jersey Strong
- 2013 : Chicagoland
- 2015 : Freeway: Crack in the System
- 2015 : The Legend of Swee' Pea
- 2016 : The Starck Project
- 2016 : Class Divide
- 2016 : Rikers
- 2016 : Ocean Warriors
- 2017 : I Am Evidence
- 2017 : Inside the FBI: New York
- 2017 : Monkey Business: The Adventures of Curious George's Creators
- 2018 : American Venice

### Cinéma
- 1991 : Blowback
- 1993 : Mob Stories
- 1993 : The Last Party
- 1994 : Gang War: Bangin' in Little Rock
- 1997 : The Execution Machine: Texas Death Row
- 1997 : CIA: America's Secret Warriors
- 1998 : Slam
- 1998 : Thug Life in D.C.
- 1999 : Whiteboys (en) (Whiteboyz)
- 2000 : Twilight: Los Angeles
- 2000 : Soldiers in the Army of God
- 2001 : Brooklyn Babylon
- 2005 : Les Protocoles de la rumeur
- 2007 : Mr Untouchable